# Gor Mahia Football Club
Maillots
Actualités
Dernière mise à jour : 3 avril 2020.
Le Gor Mahia Football Club, est un club kényan de football fondé le 17 février 1968  et basé dans la ville de Nairobi, la capitale du Kenya. Il est le club le plus titré du pays.

## Histoire
Le club est né le 17 février 1968 par la  fusion de Luo United F.C. et de Luo Stars F.C. Un de ses fondateurs fut Tom Mboya alors qu'il était ministre de la Planification économique et du Développement.
Son nom provient d'un chef de clan luo du XIXe siècle appelé Gor k'Ogalo et surnommé Gor Mahia (mahia signifie « quelque chose de merveilleux et de mystérieux » en langue luo).
En 1980, le président de la République Daniel arap Moi donne une directive présidentielle enjoignant la disparition de toutes les associations ayant un nom tribal ou à caractère comme tel. Dans le milieu du sport, deux clubs de football sont particulièrement visés : le Gor Mahia F.C. et l'Abaluhya FC. Si ce dernier obtempère et renomme le club en AFC Leopards. Les dirigeants du Gor Mahia F.C. refusent, arguant que le nom d'un héros de légende n'a rien de tribal.
Les années de gloire se situent entre 1968 (année de sa création) et 1995 (année de son dernier titre de champion au XXe siècle). Entre 1996 et 2005, le club frôle par trois fois la relégation en 2e division. Depuis l'année 2010 et bien que le manque de moyens financiers reste, comme pour tous les autres clubs de football kényans, structurel, le club renoue avec les succès nationaux.
Si le club évolue, normalement, à domicile au Nairobi City Stadium, lors de matchs plus importants, il évolue au Nyayo National Stadium (où se trouve, par ailleurs, son siège social) de 30 000 places. 
Son plus grand rival est un autre club de Nairobi, l'AFC Leopards.

### La tragédie du 23 octobre 2010
Lors du derby opposant le club à l'AFC Leopards au Nyayo National Stadium, une bousculade à l'entrée du stade due à des accès restés fermés fait sept morts et des dizaines de blessés.

La rencontre, qui avait déjà débuté, est interrompue par l'arbitre pendant dix minutes avant de reprendre et voit la victoire de Gor Mahia avec un résultat de 1-0 grâce à un coup de pied de réparation à la 90e minute de jeu.

### Hooliganisme
Lors de la demi-finale retour de la coupe du Kenya de football du 18 mai 2011 au Nyayo National Stadium et opposant le club à Ulinzi Stars, les supporters de Gor Mahia forcent l'arbitre à stopper définitivement le match à la 56e minute de jeux.

Les faits : alors que Gor Mahia est mené 0-1, l'arbitre annule l'égalisation pour une position de hors jeux pendant le tir d'un coup franc direct puis refuse un coup de pied de réparation, toujours en faveur de Gor Mahia. Les supporters du club lancent, pendant 20 minutes, des pierres en direction du terrain forçant l'arbitre à arrêter définitivement la partie.

## Joueurs emblématiques

### Gardien de but
- Dan Odhiambo (1979-1983)

### Défenseurs
- John Ogola (1978-1987)
- Austin Oduor Origi, aussi capitaine entre 1987 et 1990 et capitaine des Harambee Stars de 1988 à 1990

### Milieux
- Tim Ayieko (1979-1983)
- Abbass Khamis Magongo (1984-1991), joueur le plus capé et classé meilleur joueur de tous les temps du club par les supporters
- Abbey Nassur (1979-1996)
- Allan Thigo

### Attaquants
- Maurice Ochieng' (1975-1985)
- William Obwaka (1980-1985)
- George Odhiambo (2009-2011)
- Nahashon Oluoch (1979-1982)

### Meilleur buteur
Le meilleur buteur du club mais aussi le champion des buts marqués en une saison en championnat du Kenya de football est Maurice Ochieng' avec 26 concrétisations en 1976.

## Joueurs avec une carrière internationale
- Peter Dawo :  Arab Contractors SC (1990),  Al-Seeb Sports Club (1991),
- Edwin Lavatsa :  MC Alger (2014),
- Bonaventure Maruti :  Michigan Bucks (1997–2000),  Örebro Sportklubb (2001-2003),  Bryne FK (2005),  Follo Fotball (2006-2010),  IF Fram Larvik (2011-2013),  Vollen UL (2014-2015),
- George Odhiambo :  Randers FC (2011-2012),  Kuopion Palloseura (2012),  Azam FC (2012-2013),  Shirak FC (2013),  Ulisses FC (2013),
- Sammy Omollo :  East Bengal Club (1996-1998),  Mohun Bagan Athletic Club (1998-2001),
- Julius Owino :  East Bengal Club (2007-2009).

## Entraineurs[5]
- 2004 :Diego Romano[6]

## Hymnes des supporters
Les supporters qui sont reconnus pour leur agitation, voir leur violence, et se surnomment eux-mêmes the K'Ogalo Green Army, the followers of Gor Mahia (« l'armée verte de K'ogalo, les partisans de Gor Mahia ») ont plusieurs « chants de guerre » :
- K'Ogalo taya, Gor, timbe duto yuakni ! (« K’Ogalo la lumière, Gor, toutes les équipes tremblent devant toi ! ») ;
- Waloyo, olowa, wagoi (« Nous gagnons, nous perdons, nous vous rosserons de toute façon ») ;
- Sama wan K'Ogalo, ok'wayiengini (« Quand nous sommes avec K'Ogalo, nous ne sommes jamais satisfait ») ;
- Unbwogable[note 2] (« Inarrêtable », « Inébranlable »), à partir de la chanson du même nom du groupe de rap luo GidiGidi MajiMaji (en) ;
- Giniwasekao (« Nous avons pris cette chose ») en référence au record des titres de champion du Kenya obtenu en 2013.

## Palmarès
| Compétitions nationales | Compétitions internationales |
| - Championnat du Kenya (21) : - Champion : 1968, 1974, 1976, 1979, 1983, 1984, 1985, 1987, 1990, 1991, 1993, 1995, 2013, 2014, 2015, 2017, 2018, 2019, 2020, 2023 et 2024. - Vice-champion : 1980, 1981, 1986, 1994, 1997, 2010, 2012 et 2016. - Coupe du Kenya (11) : - Vainqueur : 1976, 1981, 1983, 1986, 1987, 1988, 1992, 2008, 2011, 2012 et 2021 - Finaliste : 1979, 1991, 2003, 2013, 2025. - Supercoupe du Kenya (6) : - Vainqueur : 2009, 2013, 2015, 2017, 2018 et 2020. - Finaliste : 2012, 2013 (fin), 2016, 2019 et 2021. - Coupe KPL Top 8 (en) (2) : - Vainqueur : 2012 et 2015. - Finaliste : 2016. | - Coupe d'Afrique des vainqueurs de coupe de football (1) : - Vainqueur : 1987. - Finaliste : 1979. - Coupe CECAFA (3) : - Vainqueur : 1980, 1981 et 1985. - Finaliste : 1984, 2015. |